# Б’мбоки
Б’мбоки или Бомбоки (грч. Σταυροπόταμος, до 1928. грч. Μπομπόκι, до 1929. грч. Μακροχώρι) је насељено место у општини Костур у периферији Западна Македонија, Грчка. Према попису из 2021. године било је 135 становника.
Према бугарском географу и историчару, Василу Канчову, у Б’мбокију је 1900. године живело 260 Словена хришћана. Македонски историчар Тодор Симовски, 1998. године наводи да су Б’мбоки словенско насеље.